# La Famille de Darius devant Alexandre
La Famille de Darius devant Alexandre est une peinture à l'huile sur toile réalisée entre 1565 et 1570 par le peintre vénitien Paul Véronèse. Le tableau représente Alexandre le Grand avec la famille de Darius III, le roi Perse qu'il a vaincu au combat. Bien que Véronèse ait déjà peint une version du sujet, détruite depuis, le thème avait rarement été représenté par d'autres artistes avant lui. Le tableau fait partie de la collection de la National Gallery de Londres depuis 1857.

## Récit de l'histoire
En 333 av. J.-C., Alexandre bat Darius III, le dernier roi de l'empire achéménide, à la bataille d'Issos. Darius a échappé à la capture, mais sa femme  Stateira I, sa mère Sisygambis et ses filles Stateira II et Drypétis ont été capturées par Alexandre. Alexandre a fait preuve de pardon dans la victoire. D'après Plutarque :

« Il leur donna la permission d'enterrer qui ils voulaient parmi les Perses, et d'utiliser à cette fin les vêtements et les fournitures qu'ils jugeraient convenables parmi le butin. Il ne diminua en rien leur équipement, ni l'attention et l'égard qu'on leur portait auparavant, et leur accorda des pensions plus importantes qu'auparavant pour leur entretien. Mais ce qu'il y a de plus noble et de plus royal dans cet usage, c'est qu'il traite ces illustres prisonniers en fonction de leur vertu et de leur caractère »

— Dimok.
Bien que la femme de Darius soit réputée pour sa beauté, « Alexandre, estimant qu'il était plus royal de gouverner que de conquérir ses ennemis, ne recherchait aucune intimité avec aucun d'entre eux ». Le tableau se concentre sur un malentendu impliquant Sisygambis, la mère de Darius, qui n'a pas été mentionné par Plutarque, mais a été raconté par plusieurs écrivains classiques tardifs, parmi lesquels Arrien, Valère Maxime et Quinte-Curce. Selon l'Histoire d'Alexandre le Grand de Quintus Curtius, Alexandre se rendit à la tente des femmes accompagné uniquement d'Héphestion, conseiller et ami du roi depuis qu'ils étaient enfants. Sisygambis prit Héphestion, le plus grand, pour Alexandre et s'agenouilla devant lui pour implorer sa miséricorde. Quand son erreur fut réalisée, Alexandre dit magnanimement qu'Héphestion était aussi Alexandre, cela apaisa l'embarras de Sisygambis face à sa confusion et servit de compliment pour son ami.

## Description du tableau
La composition conserve cette ambiguïté, et reflète la confusion de Sisygambis. Généralement, les chercheurs s'accordent sur le fait qu'Alexandre est le jeune homme en rouge, qui fait des gestes comme s'il était en train de parler tout en se référant à Héphestion à sa gauche, bien que certains historiens contestent cette interprétation et inversent les identités des deux personnages. L'incertitude persistante quant à leur identification correcte est considérée comme une preuve de « l'intelligence picturale » de Véronèse.

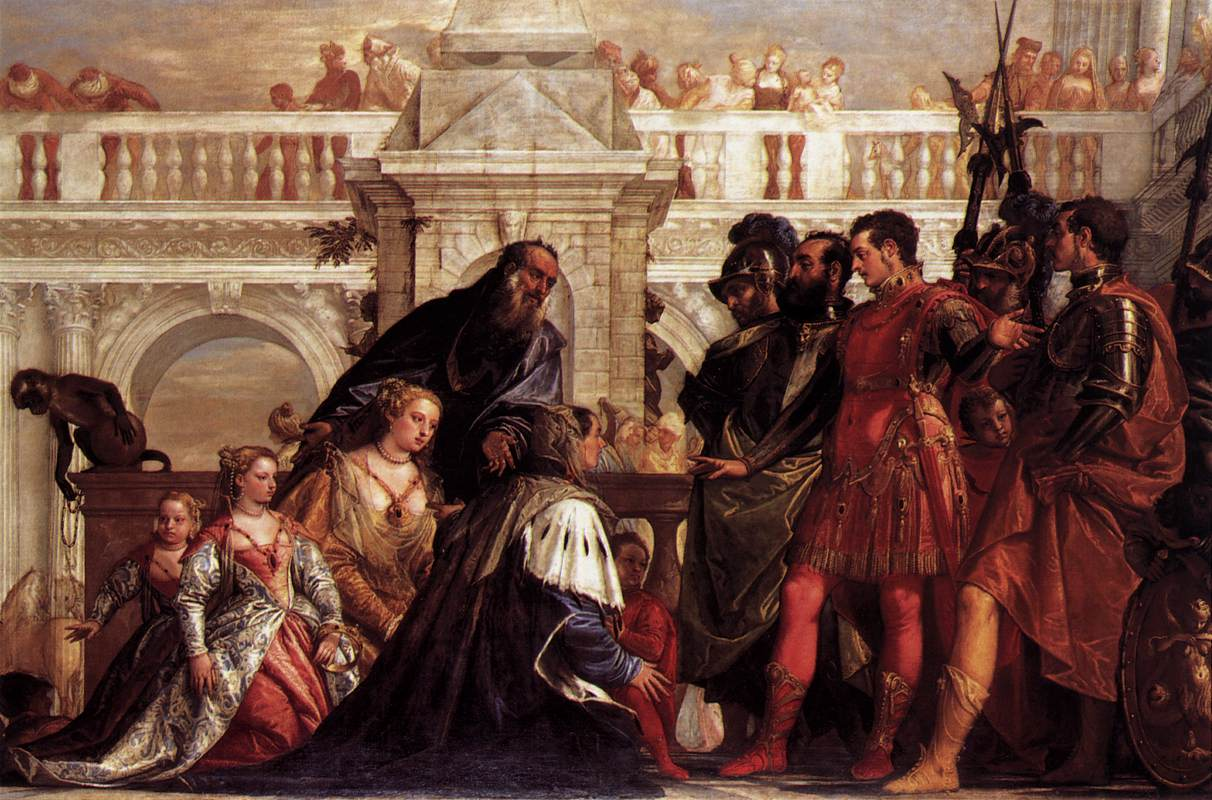
Détail des groupes centraux, avec la famille de Darius présentée à Alexandre et Héphestion.

Tout en honorant l'esprit de l'histoire, Véronèse a pris des libertés avec son interprétation du récit, qui, dans le tableau, se déroule dans une salle somptueuse et non dans une tente,. Les splendides vêtements sont ceux de la Venise dans laquelle Véronèse a vécu, plutôt que de la Grèce antique ou de l'Extrême-Orient,. On a longtemps supposé que Véronèse avait inséré des portraits de ses contemporains dans la peinture, comme cela pouvait être l'habitude dans la peinture d'histoire vénitienne,. Bien qu'il ait été suggéré que les personnages aient été calqués sur les membres de la famille Pisani, pour laquelle le tableau avait été réalisé. Il a également été suggéré que les filles agenouillées soient les filles de Véronèse et que le courtisan qui les présente soit en réalité l'autoportrait de l'artiste. Une autre interprétation est que Véronèse apparaît sous la forme de l'homme debout derrière Alexandre, tandis que l'homme qui présente la famille à Alexandre pourrait être Francesco Pisani. Plus récemment, l'historien de l'art Nicholas Penny a écrit que la noblesse dépeinte dans ce tableau n'était basée sur aucun modèle particulier et était le produit de l'imagination de l'artiste.
La conception théâtrale de l'image place les personnages les plus importants sur une scène peu profonde au premier plan. Immédiatement derrière eux se trouvent un groupe divertissant composé de pages, de  hallebardiers, de nains, de chiens et de singes. Au loin se profile un plan architectural, une promenade voûtée parallèle au plan de l'image et supportant davantage de spectateurs. Il s'agit ici de préférences picturales typiques de Véronèse, le placement des personnages et des édifices renforçant le caractère processionnel. Les courbes des arcs lointains font écho au mouvement des figures suppliantes au premier plan, tandis que le geste de Sisygambis correspond et est renforcé par les verticales de la fontaine centrale. La géométrie architecturale organise le mouvement des personnages.

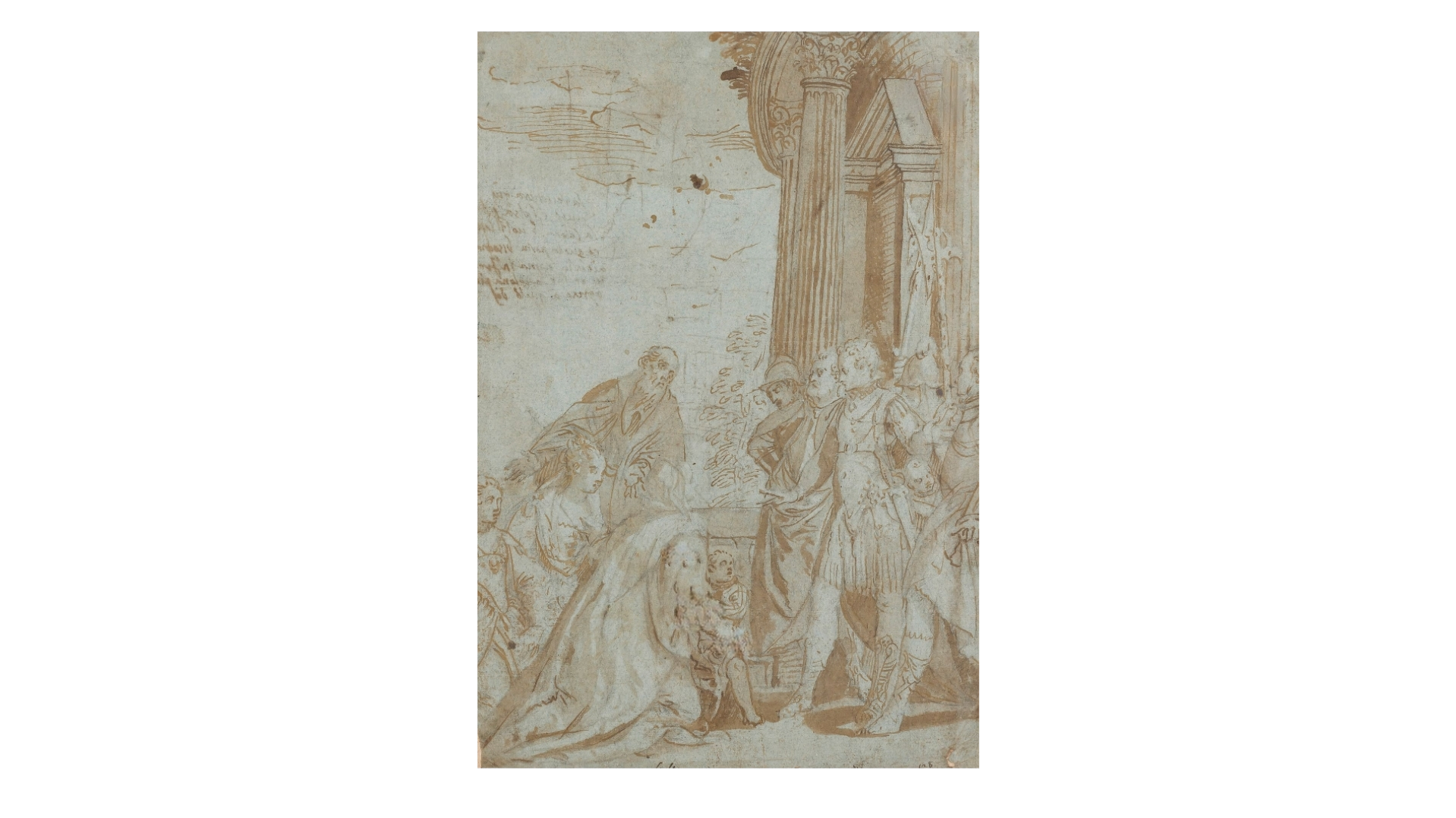
Carlo Caliari, La famille de Darius aux pieds d'Alexandre, d'après Véronèse

Alors qu'il préférait souvent peindre sur des fonds légèrement colorés, pour La Famille de Darius devant Alexandre, comme pour beaucoup de ses plus grandes peintures, Véronèse préparait la toile uniquement avec du gesso ordinaire,. Bien qu'il fasse régulièrement de nombreux croquis préparatoires, Véronèse a apporté des révisions majeures tout en travaillant sur La Famille de Darius devant Alexandre, notamment en peignant un balcon avec des personnages directement derrière le groupe principal et en ajoutant des chevaux et des personnages légèrement esquissés. Un dessin d'après La Famille de Darius devant Alexandre, attribué à Carlo Caliari, fils de Véronèse, a été réalisé à la plume, encre brune et lavis brun sur papier bleu. Il reflète le rôle de l'atelier de Véronèse dans la diffusion de ses grandes compositions. Cette étude, fidèle au tableau conservé à la National Gallery, illustre la transmission du style vénitien à travers les générations. 

## Provenance et estimation
La Famille de Darius devant Alexandre était le seul tableau mentionné par  Goethe dans le récit de sa visite à Venise en 1786. Il admira le tableau pendant son séjour au palais Pisani Moretta et répéta la légende selon laquelle le tableau avait été peint par Véronèse en remerciement pour l'hospitalité des Pisani. On suppose que l'énorme toile a été peinte à la villa en secret, et enroulée et laissée sous un lit lorsque l'artiste est parti,, ce récit a depuis été considéré comme fantaisiste.
Selon des études récentes, le tableau a d'abord appartenu à Francesco Pisani et se trouvait à la  Villa Pisani à Montagnana, un bâtiment conçu par Andrea Palladio. La toile a probablement été déplacée à Venise après 1629, lorsque la famille Pisani a acheté un palais sur le  Grand Canal. Il était tellement estimé qu'en 1664, les agents de  Christine, reine de Suède, tentèrent de négocier son achat avec l'ambassadeur vénitien à Rome. Le prix demandé de 5 000 ducats était considéré comme excessif et décourageant pour tous les acheteurs potentiels.
Charles Lock Eastlake, directeur de la National Gallery, examina le tableau à Venise le 14 octobre 1856. Après quatre ans de négociations, le musée achète le tableau pour 13 650  livres. Le prix fut jugé exorbitant et, en juillet 1857, l'achat fut débattu à la Chambre des communes du Royaume-Uni, lorsque  Lord Elcho attaqua le tableau en le qualifiant de « spécimen de second ordre »,.
John Ruskin en a parlé comme  « le Paul Véronèse le plus précieux au monde ». Henry James écrivait en 1882 :

« Vous pouvez sortir du crépuscule du Trafalgar Square en novembre et, dans l'une des salles de la National Gallery, voir la famille de Darius bruisser, implorer et pleurer aux pieds d'Alexandre. Alexandre est un jeune et beau Vénitien en pantalon cramoisi, et l'image envoie une lueur dans le crépuscule froid de Londres. »